# خمير (عجين)
الخمير عجينٌ مصنوع من الدقيق والماء وخميرة الخَبز، وتضاف مكوناتٌ أُخَر حسب نوع المعجنات مثل الملح والسكر والحليب والدهون والبيض أو الفاكهة. تصنع الخمير من دقيق القمح أو العلس عمومًا. تُخبز الخمير في الفرن أو تُقلى بالدهون الساخنة تُطهى على البخار أو تُطهى في حمام مائي بعد انتهاء تخمرها وصعودها. كعكة الزبدة والبرلينية وستوتينكير والبتزة هي أمثلة على المعجنات التي تُصنع من الخمير.